# Alex és bandája
Az Alex és bandája (eredeti cím: Alex & Co.) 2015-től 2017-ig futott olasz televíziós szitkom, amelyet Marina Efron Versiglia alkotott. A főbb szerepekben Leonardo Cecchi, Beatrice Vendramin, Eleonora Gaggero, Federico Russo és Saul Nanni látható.
Olaszországban 2015. május 11-én volt a premierje a Disney Channelen. Magyarországon 2016. február 6-án mutatták be szintén a Disney Channelen.
2016. január 30-án bejelentették, hogy a sorozatnak berendelték a 3. évadát. Az évad finálé 2017. szeptember 15-én volt.

## Ismertető
A történet öt barátról szól (Alex, Emma, Christian, Nicole és Sam), akik az első évet kezdik a Melsher Gimnáziumban. Mindannyian szeretik a zenét, viszont az iskolában szigorú szabályok vannak, többek közt tilos zenét hallgatni és énekelni is. Találnak egy elzárt területet, és titokban oda járnak zenélni. Alapítanak egy Sound Aloud nevű bandát, amelyet később a második évadban átneveznek Alex és bandájára.

## Szereplők

### Főszereplők
| Szereplő            | Színész            | Magyar hang     | Évadok         | Évadok         | Évadok         | Évadok     |
| Szereplő            | Színész            | Magyar hang     | 1              | 2              | 3              | K          |
| ------------------- | ------------------ | --------------- | -------------- | -------------- | -------------- | ---------- |
| Alex Leoni          | Leonardo Cecchi    | Baráth István   | Főszereplő     | Főszereplő     | Főszereplő     | Főszereplő |
| Nicole De Ponte     | Eleonora Gaggero   | Csifó Dorina    | Főszereplő     | Főszereplő     | Főszereplő     | Főszereplő |
| Emma Ferrari        | Beatrice Vendramin | Pekár Adrienn   | Főszereplő     | Főszereplő     | Főszereplő     | Főszereplő |
| Christian Alessi    | Saul Nanni         | Márkus Sándor   | Főszereplő     | Főszereplő     | Főszereplő     |            |
| Samuele „Sam” Costa | Federico Russo     | Berkes Bence    | Főszereplő     | Főszereplő     | Főszereplő     |            |
| Rebecca Guglielmino | Giulia Guerrini    | Laudon Andrea   | Mellékszereplő | Mellékszereplő | Főszereplő     | Főszereplő |
| Raimondo „Ray”      | Riccardo Alemanni  | Vilmányi Benett |                |                | Főszereplő     | Főszereplő |
| Clio Pinto          | Miriam Dossena     | Tamási Nikolett |                |                | Főszereplő     |            |
| Matt                | Luca Valenti       | Bogdán Gergő    |                |                | Mellékszereplő | Főszereplő |
| Penny               | Olivia-Mai Barrett | N/A             |                |                |                | Főszereplő |

### Mellékszereplők
| Szereplő          | Színész                                          | Magyar hang        | Évadok         | Évadok         | Évadok          | Évadok         |
| Szereplő          | Színész                                          | Magyar hang        | 1              | 2              | 3               | K              |
| ----------------- | ------------------------------------------------ | ------------------ | -------------- | -------------- | --------------- | -------------- |
| Linda Rossetti    | Lucrezia Di Michele                              | Dögei Éva          | Mellékszereplő | Mellékszereplő | Mellékszereplő  | Mellékszereplő |
| Samantha Ferri    | Asia Corvino                                     | Eke Angéla         | Mellékszereplő | Mellékszereplő | Mellékszereplő  | Mellékszereplő |
| Augusto Ferrari   | Roberto Citran                                   | Harsányi Gábor     | Mellékszereplő | Mellékszereplő | Mellékszereplő  |                |
| Nina              | Debora Villa                                     | Sági Tímea         | Mellékszereplő | Mellékszereplő | Mellékszereplő  |                |
| Strozzi tanár úr  | Nicola Stravalaci                                | Forgács Gábor      | Mellékszereplő | Mellékszereplő | Mellékszereplő  |                |
| Giovanni Belli    | Michele Cesari                                   | Posta Victor       | Mellékszereplő | Mellékszereplő | Epizód szereplő |                |
| Barto             | Anis Romdhane                                    | Dene Tamás         | Mellékszereplő | Mellékszereplő |                 |                |
| Tom               | Daniele Rampello                                 | Gacsal Ádám        | Mellékszereplő | Mellékszereplő |                 |                |
| Wilma             | Gabriella Franchini                              | Zsurzs Kati        | Mellékszereplő | Mellékszereplő |                 |                |
| Joe Leoni         | Enrico Oetiker                                   | Magyar Bálint      | Mellékszereplő | Mellékszereplő |                 |                |
| Diego Leoni       | Massimiliano Magrini                             | Kapácsy Miklós     | Mellékszereplő | Mellékszereplő |                 |                |
| Elena Leoni       | Elena Lietti                                     | Kisfalvi Krisztina | Mellékszereplő | Mellékszereplő |                 |                |
| Sara De Ponte     | Sara Ricci (1. évad) Sara D'Amario (különkiadás) | Pálfi Kata         | Mellékszereplő |                |                 | Mellékszereplő |
| Rick De Ponte     | Riccardo Festa                                   | Kassai Károly      | Mellékszereplő |                |                 | Mellékszereplő |
| Victoria Williams | Chiara Iezzi                                     | Spilák Klára       |                | Mellékszereplő |                 |                |
| David             | Jacopo Coleschi                                  | Baradlay Viktor    |                | Mellékszereplő |                 |                |
| Jody              | Jody Cecchetto                                   | Czető Roland       |                | Mellékszereplő |                 |                |
| Diana Jones       | Sara Borsarelli                                  | Frajt Edit         |                |                | Mellékszereplő  |                |
| Sara              | Enrica Pintore                                   | Györfi Laura       |                |                | Mellékszereplő  |                |
| Erika             | Michelle Carpente                                | Tarr Judit         |                |                | Mellékszereplő  |                |
| Giada Guglielmino | Arianna Amadei                                   | Gyöngy Zsuzsa      |                |                | Mellékszereplő  |                |
| Ivan              | Paolo Fantoni                                    | Penke Bence        |                |                | Mellékszereplő  |                |
| Patrick           | Jefferson Yaw Frempong-Manson                    | Czető Ádám         |                |                | Mellékszereplő  |                |
| Camilla Young     | Shannon Gaskin                                   | N/A                |                |                |                 | Mellékszereplő |
| Bakìa             | Merissa Porter                                   | N/A                |                |                |                 | Mellékszereplő |
| Freddy Wolf       | Ben Richards                                     | N/A                |                |                |                 | Mellékszereplő |

K = Különkiadásban szerepelt.

## Epizódok
| Évad | Évad        | Epizódok | Epizódok | Eredeti sugárzás     | Eredeti sugárzás   | Magyar sugárzás     | Magyar sugárzás      |
| Évad | Évad        | Epizódok | Epizódok | Évadpremier          | Évadfinálé         | Évadpremier         | Évadfinálé           |
| ---- | ----------- | -------- | -------- | -------------------- | ------------------ | ------------------- | -------------------- |
|      | 1           | 13       | 13       | 2015. május 11.      | 2015. május 27.    | 2016. február 6.    | 2016. március 19.    |
|      | 2           | 18       | 18       | 2015. szeptember 27. | 2015. november 29. | 2016. október 10.   | 2016. november 8.    |
|      | 3           | 20       | 10       | 2016. szeptember 24. | 2016. október 22.  | 2017. április 24.   | 2017. szeptember 4.  |
|      | 3           | 20       | 10       | 2017. január 21.     | 2017. február 18.  | 2017. szeptember 5. | 2017. szeptember 15. |
|      | Különkiadás | 4        | 4        | 2017. június 23.     | 2017. június 30.   | TBA                 | TBA                  |

## Film
2015. december 2-án a Disney Channel bejelentette, hogy film fog készülni az Alex és bandája című sorozat alapján. A filmnek a Come diventare grandi nonostante i genitori (magyarul Alex és bandája: Hogyan nőjünk fel a szüleink akarata ellenére) címet adták, amely Olaszországban 2016. november 24-én jelent meg a mozikban. Magyarországon 2017. július 28-án a Disney Channel adta. Luca Lucini rendezte és Gennaro Nunziante írta.

## Spin-off
2017. április 7-én bejelentették, hogy egy spin-off sorozatot fognak gyártani, aminek a címe Penny a M.A.R.S.-ból. A különlegessége az, hogy angolul veszik fel a jeleneteket. Az első évad 17 epizódból fog állni. A sorozat a Disney Channelen debütált volna 2017 őszén, de elhalasztották 2018-ra. A sorozat Penny és Camilla kalandjait fogja bemutatni. A két főszereplő már feltűnt az Alex és bandája különkiadásában.